# 키타이론산
키타이론산(현대 그리스어: Κιθαιρώνας , Kitheronas, 고대 그리스어: Κιθαίρων , Kithairōn) 또는 산맥은 그리스 중앙에 길이 16km의 산기슭이다. 북쪽의 보이오티아현, 남부의 아티카 북부의 경계이다. 석회암 지대이며, 가장 높은 곳은 1,409m이며, 그 북쪽은 파스트라 산이다.

## 개요
그리스 신화에서 기타이론 산록은 디오니소스를 모시는 산이었을 뿐만 아니라 다양한 사건의 무대가 되었다. 이 산에서 오이디푸스는 버림을 받았고, 능선에서는 악타이온과 펜테우스가 모두 엉망이 되어 죽었다.
유사시대가 되면서, 기원전 479년의 플라타이아 전투의 무대로 본격적인 대전이 이루어지기 전에 많은 분쟁이 있었다. 그 이후에는 아테네와 테바이의 국경 분쟁이 일어나 플라타이아와 에뤼트레스(현재의 Erythres)에 요새가 지어졌다. 플라타이아인들은 키타이론 산록을 최초의 왕으로 의인화했다. “플라타이아인들은 그 이전에 아소포스와 키타이론 이외의 왕은 모른다. 후자는 후에 산의 이름으로, 전자는 강의 이름으로 전해지고 있다.”